# Gianni Romme
Gianni Romme (n. 12 februarie 1973, Lage Zwaluwe⁠(d), Drimmelen, Brabantul de Nord, Țările de Jos) este un patinator de viteză ce a reprezentat Regatul Țărilor de Jos, medaliat olimpic. A participat la 2 ediții ale Jocurilor Olimpice (1998, 2002) în care a câștigat două medalii de aur și o medalie de argint.